# 20570 Molchan
A 20570 Molchan (ideiglenes jelöléssel 1999 RV133) a Naprendszer kisbolygóövében található aszteroida. A LINEAR projekt keretében fedezték fel 1999. szeptember 9-én.